# Paroeme similis
Paroeme similis là một loài bọ cánh cứng trong họ Cerambycidae.